# Hillary Waugh
Hillary Baldwin Waugh (New Haven, 22 giugno 1920 – 8 dicembre 2008) è stato uno scrittore statunitense.

## Biografia
Nato e cresciuto a New Haven, Hillary Baldwin Waugh frequentò la Yale University, dove praticò sia il pugilato sia il badminton e guidò anche la squadra di scacchi. Nel 1942, dopo essersi laureato in arte, prese servizio a Panama nell'aviazione della marina statunitense come pilota di aerei.
Waugh fu un artista poliedrico: autore di fumetti, compositore di svariati brani musicali, nonché scrittore di romanzi gialli. Insegnò matematica e fisica, ma diresse anche un settimanale di spicco.
Waugh si dedicò soprattutto al romanzo poliziesco e riuscì a pubblicare circa quaranta romanzi, tra cui il suo capolavoro, Pioggia nella notte. Non si espose direttamente alla critica, ma usò spesso pseudonimi, in particolare Elissa Grandower a partire da Seaview Manor (1976) per altri 4 titoli. Nel 1981 vinse il prestigioso premio dell'Accademia Svedese del Giallo.
Con oltre mezzo secolo di attività (iniziò a scrivere nel 1947 e si fermò pochi anni prima della morte) è una delle pietre miliari della letteratura poliziesca ed è conosciuto in tutto il mondo.

## Opere
- Madam Will Not Dine Tonight (1947)
  - A cena con il delitto, La Tecnografica, I gialli segreti n. 51, 1962
- Hope to Die (1948)
- The Odds Run Out (1949)
  - Probabilità zero, il Giallo Mondadori n. 577, 1960
- Last Seen Wearing ... (1952)
  - È scomparsa una ragazza, Le tre scimmiette, Serie Gialla Garzanti n. 26
  - È scomparsa una ragazza, I Classici del Giallo Mondadori n. 925, 2002
- A Rag and a Bone (1954)
  - Un osso e uno straccio, Le tre scimmiette, Serie Gialla Garzanti n. 128, 1958
- The Case of the Missing Gardener (1954)
- Rich Man, Dead Man (1956)
- The Girl Who Cried Woolf (1958)
- The Eighth Mrs. Bluebeard (1958)
- Sleep Long, My Love (1959)
  - Un fantasma ha ucciso, Le tre scimmiette, Serie Gialla Garzanti n. 174
  - Un fantasma ha ucciso, I Classici del Giallo Mondadori n. 1059, 2005
  - Dormi bene, amore mio, I Mastini n. 5, Polillo, 2013
- Road Block (1960)
- Murder on the Terrace (1961)
- That Night It Rained (1961)
  - La razione di dum-dum, Le tre scimmiette, Serie Gialla Garzanti n. 215, 1962
  - Pioggia nella notte, I Classici del Giallo Mondadori n. 1262, 2011
- Born Victim (1962)
- The Late Mrs. D. (1962)
  - L'ultima signora Donaldson, Le tre scimmiette, Serie Gialla Garzanti n. 231, 1962
  - L'ultima signora Donaldson, I Classici del Giallo Mondadori n. 1167, 2007
- Death and Circumstance (1963)
  - Il trio della morte,  Le tre scimmiette, Serie gialla Garzanti n. 270, 1964
- Prisoner's Plea (1963)
  - Braccio della morte, il Giallo Mondadori n. 824, 1964
- The Duplicate (1964)
- The Missing Man (1964)
  - L'alibi, La Tecnografica, I Gialli segreti n. 89, 1965
- Girl on the Run (1965)
  - Ragazza in fuga, il Giallo Mondadori n. 937, 1967
- End of a Party (1965)
  - Domenica bisestile, il Giallo Mondadori n. 890, 1966
- Pure Poison (1966)
  - Veleno in famiglia, Gli Speciali del Giallo n. 68, 2012
- The Triumvirate (1966)
- The Trouble with Tycoons (1967)
- 30 Manhattan East (1968)
  - 30 Manhattan East, il Giallo Mondadori n. 1094, 1970
- The Con Game (1968)
- Run When I Say Go (1969)
- The Young Prey (1969)
- Finish Me Off (1970)
  - Un pugno di mosche, il Giallo Mondadori n. 1220, 1972
- The Shadow Guest (1971)
  - L'ospite di notte, il Giallo Mondadori n. 1205, 1972
- Parrish for the Defense (1974)
- A Bride for Hampton House (1975)
- Seaview Manor (1976)
- The Summer at Raven's Roost (1976)
- The Secret Room of Morgate House (1977)
  - La camera segreta/ Elissa Grandower, Collezione intimita', Cino del Duca n. 209, 1979
- Madman at My Door (1978)
  - Un pazzo alla mia porta, il Giallo Mondadori n. 1767, 1982
- Blackbourne Hall (1979)
- Rivergate House (1980)
- The Glenna Powers Case (1980)
- The Billy Cantrell Case (1981)
  - Il caso Billy Cantrell, il Giallo Mondadori n. 1961, 1986
- The Doria Rafe Case (1981)
- The Nerissa Claire Case (1983)
  - Il caso Nerissa Claire, il Giallo Mondadori n. 1930, 1986
- The Veronica Dean Case (1984)
  - Il caso Veronica Dean, il Giallo Mondadori n. 1915, 1985
- The Priscilla Copperwaite Case (1986)
- Murder on Safari (1987)
- A Death in a Town (1988)
  - Morte di una ragazza perbene, il Giallo Mondadori n. 2180, 1990